# Sismo de Baja California de 2010
O Sismo de Baja California de 2010 ocorreu no estado mexicano de Baja California em 4 de abril de 2010, às 22h40min (UTC) . O hipocentro do sismo situou-se a 10 quilômetros de profundidade e o epicentro localizou-se nas coordenadas 32.1° N, 115.3° W, a 60 quilômetros a sudeste da capital do estado, Mexicali, na fronteira com os Estados Unidos da América onde vivem 900 mil habitantes, e a cerca de 175 quilômetros a leste-sudeste de Tijuana, onde o terremoto foi sentido por cerca de 40 segundos, fazendo tremer alguns prédios e provocando o corte de energia elétrica em algumas áreas da cidade .
Inicialmente o Serviço Geológico dos Estados Unidos indicou a magnitude do terremoto como sendo de 6,9, mas posteriormente modificou para 7,2 graus {\displaystyle M_{\mathrm {w} }}.
Este sismo foi o mais forte registado na região desde 1992, quando outro abalo atingiu uma magnitude de 7,3 na escala de Richter.